# فلیت‌وینگز
فلیت‌وینگز، بعداً کایزر-فلیت‌وینگز ، یک شرکت هواپیماسازی آمریکایی در طول دهه‌های ۱۹۳۰ و ۱۹۴۰ بود.

## هواگردها
| نام مدل                   | اولین پرواز    | تعداد ساخته شده‌است | نوع                              |
| ------------------------- | -------------- | ------------------ | -------------------------------- |
| فلیت‌وینگز ۳۳              | ۱۹۴۰           | ۱                  | هواپیمای آموزشی تک موتوره تک بال |
| فلیت‌وینگز سی برد          | ۱۹۳۶           | ۶                  | قایق پرنده تک موتوره تک بال      |
| فلیت‌وینگز بی‌تی-۱۲ سوفومور | ۱۹۳۹           | ۲۵                 | هواپیمای آموزشی تک موتوره تک بال |
| فلیت وینگز پی‌کیو-۱۲       |                | ۹                  | هدف هوایی تک موتوره تک بال       |
| فلیت‌وینگز بی‌کیو-۱         | ۱۹۴۴           | ۱                  | بمب پرنده                        |
| فلیت‌وینگز بی‌کیو-۲         | ۱۹۴۳           | ۱                  | بمب پرنده                        |
| کایزر-فلیت‌وینگز ای-۳۹     | هرگز ساخته نشد | ۰                  | هواپیمای تهاجمی تک موتوره تک بال |
| کایزر-فلیت‌وینگز بی‌تی‌کی    | ۱۹۴۵           | ۵                  | اژدرافکن تک موتوره تک بال        |

### کتابشناسی - فهرست کتب
- Gunston, Bill (2005). World Encyclopedia of Aircraft Manufacturers, 2nd Edition. Phoenix Mill, Gloucestershire, England, UK: Sutton Publishing Limited. p. 167. ISBN 0-7509-3981-8.